# Sexy Zone (노래)
〈Sexy Zone〉(섹시 존)은 Sexy Zone의 데뷔 싱글이다.

## 개요
표제곡 〈Sexy Zone〉은 《배구 월드컵 2011》의 후지 TV 계열 프로그램 이미지 송으로 기용되었다.

## 수록곡

### 통상반
1. Sexy Zone [5:08]
작사: Satomi / 작곡: 마카이노 코지 / 편곡: CHOKKAKU
  - 《배구 월드컵 2011》 이미지 송
2. With you [4:11]
작사: 켈리 / 작곡: DAICHI, Samuli Laiho / 편곡: 시미즈 텟페이
  - 《제64회 봄 고교 배구》 이미지 송
3. I see the light〜僕たちのステージ〜 / I see the light~우리의 스테이지~ [4:19]
작사: Makoto ATOZI, Joey Carbone / 작곡: Joey Carbone / 편곡: 후나야마 모토키
4. Sexy Zone -Inst.-
5. With you -Inst.-
6. I see the light〜僕たちのステージ〜 -Inst.-

### 초회반
1. Sexy Zone
2. With you
3. Knock! Knock!! Knock!!! [3:18]
작사: 무라노 쵹큐 / 작곡: Samuel Waermo, Didrik Thott, DAICHI / 편곡: 나카니시 히로유키
  - 초회반D만 수록

DVD
초회반 A
Sexy Zone (Music Clip)
초회반 B
Sexy Zone (Music Clip~Close-up ver.)
초회반 C
Sexy Zone (Off Shot&Interview Movie)